# Elecciones presidenciales de Rusia de 2018

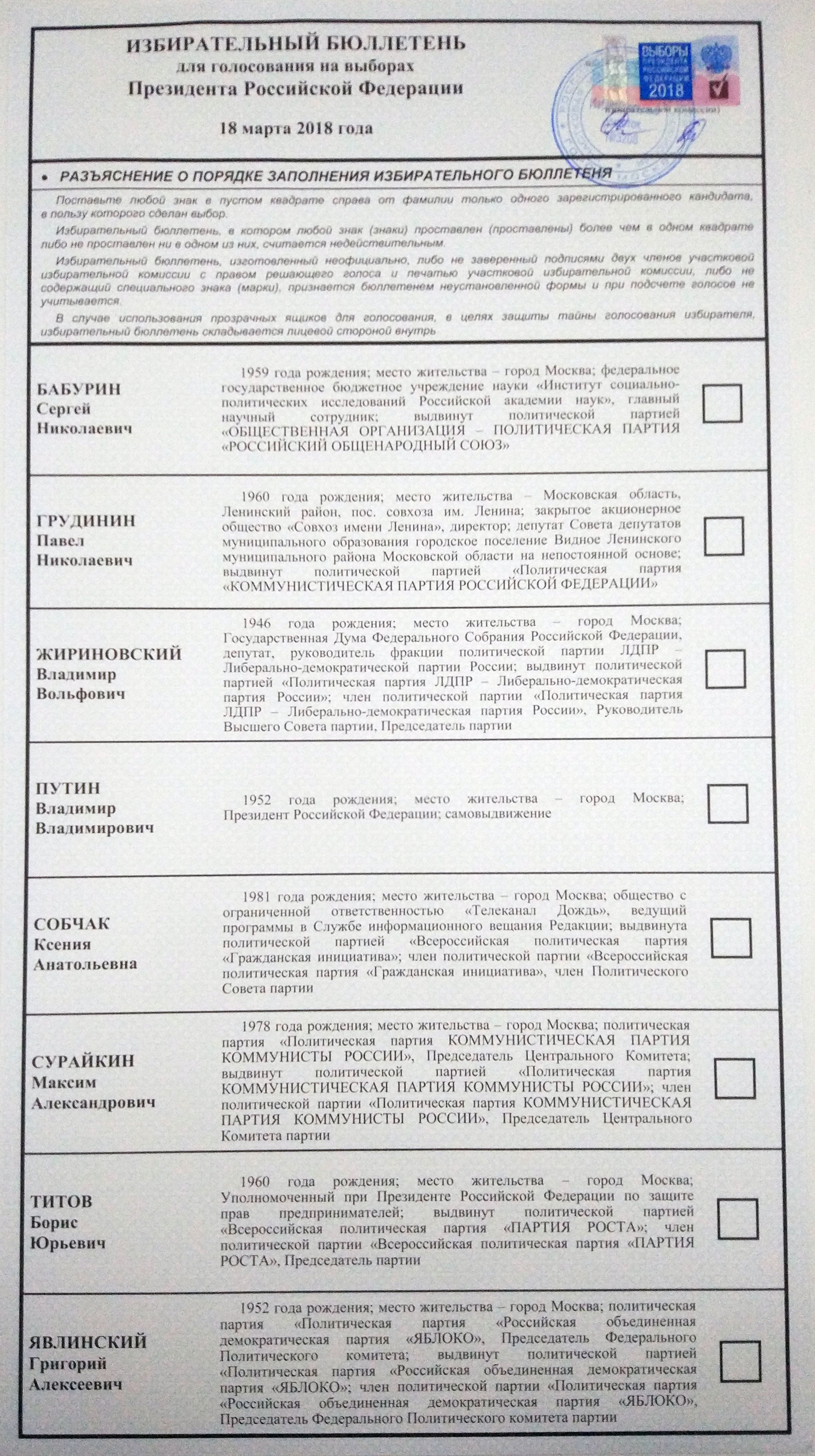
Papeleta utilizada en la elección.

Las elecciones presidenciales de Rusia se llevaron a cabo el 18 de marzo de 2018.El Presidente Vladímir Putin participó en las elecciones buscando la reelección, la cual obtuvo con casi un 77% de los votos sin necesidad de un balotaje.
La primera ronda se llevó a cabo el domingo 18 de marzo de 2018. Si en la primera ronda ningún candidato hubiese logrado una mayoría absoluta de los votos (más del 50%), entonces según la ley, una segunda ronda hubiera tenido lugar exactamente tres semanas más tarde, el 8 de abril de 2018.

## Sistema electoral

### Generalidades
El presidente de la Federación Rusa es elegido mediante sufragio universal directo en una única circunscripción electoral nacional para un período de una duración de seis años debido a la reforma realizada durante el gobierno de Dmitri Medvédev en 2008. Según el artículo 81 de la Constitución de la Federación de Rusia, los requisitos para optar a ocupar la presidencia son: Tener un mínimo de 35 años de edad y haber residido en el país de manera permanente durante los 10 años anteriores a la elección. En el sistema ruso, un candidato no podrá desempeñar el cargo de Presidente en más de dos ocasiones de manera consecutiva.

### Candidaturas
Para presentar candidaturas que opten a la presidencia, existen dos vías diferenciadas entre ellas.

#### Candidaturas de partido
Los partidos políticos representados en la Duma y/o en los órganos legislativos de al menos un tercio de los sujetos de la Federación pueden nominar a un candidato sin recoger firmas. Este candidato puede ser miembro del partido o un candidato independiente que reciba el apoyo de uno o varios partidos. Para las elecciones de 2018 los partidos que pudieron llevar a cabo esta vía fueron:
- El Partido Comunista de la Federación Rusa. Presentó a Pável Grudinin.
- El Partido Liberal Democrático de Rusia. Presentó a Vladímir Zhirinovski (independiente).
- El Partido Rusia Unida, junto a Ródina, Rusia Justa y Plataforma Cívica. Presentaron a Vladímir Putin (independiente).

#### Candidaturas libres
Las personas políticas (o independientes apoyados por algún partido) que no pertenecen a un partido representado en la Duma o en un tercio de los órganos legislativos de los sujetos federados deben recoger y presentar 100.000 firmas a la Comisión Electoral Central de la Federación de Rusia (CEC) para presentar su candidatura. En el caso de personas civiles sin afiliación política, estas deben presentar 300.000 firmas,  que pertenecen a un no-partido representado en la Duma deben recoger 100.000 firmas con el fin de presentar sus solicitudes, mientras que los que son totalmente independientes deben recoger al menos 300.000 firmas, con un máximo de 7500 por sujeto federal y formar un grupo militante de 500 personas.
Los documentos de registro de candidatura deben presentarse a la Comisión Electoral Central con una anterioridad mínima de ochenta días y máxima de 45 antes de la fecha de votación escogida por el Consejo de la Federación. En estas elecciones, la fecha límite fue el 2 de febrero de 2018.
Muchos comentaristas políticos, entre ellos la excandidata a presidente Irina Jakamada, se refirieron a la dificultad de recoger firmas sin el apoyo de un partido político. Sin embargo, según la presidenta de la CEC, Ella Pamfílova, las condiciones de acceso para los candidatos eran más fáciles que nunca porque ya no necesitan recolectar 1.000.000 de firmas. Por lo tanto, de acuerdo con Pamfílova, podrían haber aún más candidatos en esta elección que en las de 2000, cuando de once candidatos se registraron diez. Al final, ocho candidatos compitieron en 2018 (tres candidatos de partido, cuatro candidatos de partidos no parlamentarios y una candidata civil), tres más que en las últimas elecciones de 2012.

## Contexto

### Cambios en el escrutinio
El 3 de marzo de 2017, los senadores Andréi Klishas y Anatoli Shirókov presentaron un proyecto de enmienda a la ley electoral de la Duma. Una de las enmiendas preveía que la elección presidencial se pospusiese del segundo al tercer domingo de marzo, es decir, del 11 al 18 de marzo de 2018. De acuerdo con el artículo 5, párrafo 7 de la Ley Federal nº19-FZ «si el domingo durante el cual se realizará la elección presidencial coincide con el día antes de un día de fiesta, o si este domingo cae en una semana que incluya un día festivo, o si ese domingo se declara como día laborable, la elección se realizará el domingo siguiente». La segunda semana de marzo, el 8 de marzo, coincidió con el Día Internacional de la Mujer, día festivo en Rusia. El proyecto de ley fue aprobado por la Asamblea Federal de Rusia en mayo de 2017, y fue promulgado por Vladímir Putin el 1 de junio de 2017.
El 15 de diciembre de 2017, el Consejo de la Federación confirmó que la fecha de las elecciones presidenciales sería el 18 de marzo de 2018. Después del anunció se dio comienzo oficial a la campaña electoral, así como al registro de candidaturas.

### Situación política
Desde 2016, el partido en el gobierno legislativo y en la presidencia, Rusia Unida había estado reforzado tras las elecciones legislativas anticipadas de 2016, en la que el partido de Vladimír Putin liderado en el órgano legislativo por el ex-Presidente de la Federación Rusa Dmitri Medvédev obtuvo 343 diputados en la Duma Estatal, 105 diputados más que en las anteriores, aunque perdieron un 11% de los votos en las primeras votaciones con la región de Crimea anexionada por Rusia.
A comienzos de 2017, la valoración del presidente Putin era muy positiva dentro del país. Tras los atentados en San Petersburgo durante 2017: En el metro en abril y el del supermercado Perekrióstok en diciembre, la firme reacción del presidente al no vacilar en tildarlos de ataques terroristas y de llamar a la liquidación de los perpetradores lo hizo ganarse el apoyo del pueblo ruso.

## Candidatos
| Candidato y Partido | Candidato y Partido                                     | Candidato y Partido | Cargos u oficios | Campaña | Tipo de candidato                                                                |
| ------------------- | ------------------------------------------------------- | ------------------- | --- | ------- | -------------------------------------------------------------------------------- |
|                     | Vladímir Zhirinovski Partido Liberal-Demócrata de Rusia |                     | Diputado de la Duma Estatal |         | Candidato de partido (Registrado: 18 de diciembre de 2017)                       |
|                     | Vladímir Putin Independiente (Apoyado por Rusia Unida)  |                     | Presidente de la Federación Rusa |         | Candidato de partido (Registrado: 18 de diciembre de 2017)                       |
|                     | Pável Grudinin Partido Comunista de la Federación Rusa  |                     | Emprendedor Cargos públicos: Ex-Diputado de la Duma de la Ciudad de Moscú (1997–2011)                                                                                  |         | Candidato de partido (Registrado: 18 de diciembre de 2017)                       |
|                     | Serguéi Baburin Unión Panpopular Rusa                   |                     | Diputado de la Duma Estatal (1994-2000; 2003-2007) Otros cargos públicos: Diputado del Congreso del Pueblo de Rusia (1990–1993)                                        |         | Candidato político (Partido no parlamentario) (Registrado: 7 de febrero de 2018) |
|                     | Ksenia Sobchak Iniciativa Cívica                        |                     | Presentadora de televisión |         | Candidata civil (Registrada: 8 de febrero de 2018)                               |
|                     | Maxim Suraykin Comunistas de Rusia                      |                     | Presidente del Comité Central de Comunistas de Rusia (Desde 2012) |         | Candidato político (Partido no parlamentario) (Registrado: 8 de febrero de 2018) |
|                     | Borís Titov Pártiya Rosta                               |                     | Comisionado para la Protección de los Derechos del Empresario Otros cargos públicos: Presidente del Pártiya Rosta (Desde 2016)                                         |         | Candidato político (Partido no parlamentario) (Registrado: 7 de febrero de 2018) |
|                     | Grigori Yavlinski Yábloko                               |                     | Ex diputado de la Duma Estatal (1993-2003) Otros cargos públicos: Presidente de Yábloko (1993–2008) Diputado de la Asamblea Legislativa de San Petersburgo (2011–2016) |         | Candidato político (Partido no parlamentario) (Registrado: 7 de febrero de 2018) |

## Campaña

### Intención de voto

| Fecha          | Encuestadora | Putin | Grudinin | Zhirinovski | Yavlinski | Sobchak | Titov | Baburin | Suraikin | Ninguno | Indeciso | Abstención |
| -------------- | ------------ | ----- | -------- | ----------- | --------- | ------- | ----- | ------- | -------- | ------- | -------- | ---------- |
| Fecha          | Encuestadora |       |          |             |           |         |       |         |          | Ninguno | Indeciso | Abstención |
| 11 Mar 2018    | FOM          | 64.9% | 6.2%     | 6.7%        | 0.5%      | 0.7%    | 0.4%  | 0.2%    | 0.3%     |         |          |            |
| 9 Mar 2018     | WCIOM        | 69%   | 7%       | 5%          | 1%        | 2%      | 0%    | 1%      | 0%       | 1%      | 11%      | 3%         |
| 4 Mar 2018     | WCIOM        | 69.7% | 7.1%     | 5.6%        | 1.0%      | 1.1%    | 0.3%  | 0.2%    | 0.3%     | 0.6%    | 10.7%    | 3.4%       |
| 3-4 Mar 2018   | FOM          | 64%   | 6.5%     | 6.6%        | 0.7%      | 1.2%    | 0.2%  | 0.2%    | 0.1%     | 1%      | 13%      | 6%         |
| 26 Feb 2018    | WCIOM        | 69.1% | 7.8%     | 5.9%        | 0.9%      | 1.6%    | 0.3%  | 0.3%    | 0.1%     | 0.5%    | 10.4%    | 3.1%       |
| 24-25 Feb 2018 | FOM          | 64%   | 6%       | 7%          | 1%        | 1%      | 0%    | 0%      | 0%       | 1%      | 13%      | 6%         |
| 16-22 Feb 2018 | FBK          | 56%   | 4%       | 4%          | <1%       | <1%     | <1%   | <1%     | <1%      |         | 32%      |            |
| 17-18 Feb 2018 | FOM          | 67%   | 6%       | 6%          | 1%        | 1%      | 0%    | 0%      | 0%       | 1%      | 11%      | 7%         |
| 18 Feb 2018    | WCIOM        | 69.5% | 7.5%     | 5.3%        | 1.4%      | 0.9%    | 0.3%  | 0.4%    | 0.1%     | 0.6%    | 10.6%    | 3.4%       |
| 9-14 Feb 2018  | FBK          | 57%   | 5%       | 4%          | <1%       | 1%      | <1%   | <1%     | <1%      |         | 30%      |            |
| 10-11 Feb 2018 | FOM          | 67%   | 5%       | 5%          | 0%        | 1%      | 0%    | 0%      | 0%       | 1%      | 12%      | 7%         |
| 11 Feb 2018    | WCIOM        | 71.5% | 7.3%     | 5.5%        | 0.8%      | 1.0%    | 0.2%  | 0.5%    | 0.1%     | 0.8%    | 9.3%     | 3.0%       |

## Debates electorales
A lo largo de la campaña se llevaron a cabo varios debates, muchos de ellos incluyendo a siete de los ocho aspirantes, dado que el candidato Vladímir Putin se negó a  participar en eventos junto al resto de candidatos a la presidencia.
El 28 de febrero de 2018, durante un debate televisado en el canal Rossiya donde asistían siete de los ocho candidatos (Putin se volvió a negar a participar), el nacionalista Vladímir Zhirinovski, candidato de partido por el Partido Liberal-Demócrata de Rusia insultó a la candidata Ksenia Sobchak, única candidata cívica a la presidencia, después de que está realizase una falacia ad hominem velada sobre la edad de Zhirinovski tras meterse en una discusión entre este y el candidato Baburin. Tras la frase de Sobchak, el candidato del PLD comenzó a insultar repetidamente a la candidata mientras el moderador intentaba reconducir el debate.

## Resultados
Los resultados finales se dieron a conocer el 23 de marzo.
|  | 76.69 % |

|  | 11.77 % |

|  | 5.65 % |

|  | 1.68 % |

|  | 1.05 % |

|  | 0.76 % |

|  | 0.68 % |

|  | 0.65 % |

|  | 98.92 % |

|  | 1.08 % |

|  | 67.54 % |

## Reacciones
Putin celebró públicamente su victoria en un acto multitudinario en Moscú, donde agradeció a sus votantes por el apoyo recibido y destacó la importancia de trabajar a favor de la unidad nacional. El mandatario fue felicitado calurosamente por el presidente chino Xi Jinping. Irán, Kazajistán, Bielorrusia, Serbia, Venezuela, Guatemala, Bolivia y Cuba fueron algunas de las otras naciones en enviar felicitaciones rápidamente. Putin también fue felicitado por los líderes de Azerbaiyán, Armenia, Bulgaria, la República Checa, Egipto, Guinea Ecuatorial, Kirguistán, Turkmenistán, Moldavia, Tayikistán, Uzbekistán y Hungría, así como por la India, Arabia Saudita, Israel, Turquía, Japón y Filipinas. La reacción entre las naciones occidentales fue más moderada, en un contexto en que las elecciones se produjeron en el momento en que aumentaron las tensiones relacionadas con el envenenamiento de Serguéi Skripal y las acusaciones de interferencia rusa en las elecciones presidenciales de Estados Unidos de 2016. Sin embargo, el presidente de los Estados Unidos, Donald Trump, felicitó a Putin en una llamada telefónica por su victoria electoral.
En Alemania, tras conocerse la victoria de Putin, la canciller Angela Merkel felicitó al mandatario y expresó la esperanza de una mayor cooperación constructiva. El ministro de exteriores Heiko Maas, dijo que era difícil considerar el resultado de la elección como justo y que esperaba que Rusia siguiera siendo un socio difícil. El presidente Frank-Walter Steinmeier felicitó a Putin y dijo que esperaba continuar el diálogo para superar los desacuerdos en Europa. Por su parte, la Unión Europea el presidente de la Comisión Europea, Jean-Claude Juncker, felicitó a Putin.
El jefe de la misión de observación electoral de la Oficina para Instituciones Democráticas y Derechos Humanos de la OSCE dijo que las elecciones se administraron de manera "eficiente y abierta", aunque el entorno legal y político estaba "excesivamente controlado".
Hubo algunos casos reportados de relleno de papeletas y otras irregularidades por parte de los observadores y por transmisiones de video en vivo en los colegios electorales. Ella Pamfílova, directora de la Comisión Electoral Central, dijo que no hubo violaciones graves y que los involucrados en violaciones serían atrapados.
El activista opositor Garri Kaspárov describió el proceso electoral como una "farsa".
El principal observador de la Organización de Cooperación de Shanghái describió la elección como "transparente, creíble y democrática", mientras que Maxim Grigóriev, subdirector del grupo de monitoreo de la Cámara Cívica de la Federación de Rusia, la calificó como un proceso con "limpieza sin precedentes". Edward Snowden, sin embargo, criticó lo que consideró un "relleno de papeletas" y Alekséi Navalny declaró que los resultados de participación se habían inflado en diez puntos porcentuales.
Tras la victoria en las elecciones, Margarita Simonián, directora del canal de televisión estatal ruso RT, declaró acerca de Putin: “Antes era nuestro presidente; ahora será nuestro vozhd” (вождь, caudillo en ruso).